# 张军勇
张军勇（Zhang Junyong，1985年—），安徽涡阳人，安徽师范大学行政管理专业毕业。中国男子武术散打国家队运动员，安徽散打队体工队教练员。

## 生平
张军勇自小喜爱武术，12岁进入涡阳武校习武，并在武校完成了小学和初中课程。2002年底，在安徽省第十届运动会上，张军勇获男子散打65公斤级冠军，被省队教练员看重并被选调入安徽省散打队集训，从此走上散打之路。2005年，因比赛受伤，进入安徽省蒙城县立仓镇兴华武术学校任教，一年后，重返省体工队。2012年，中国散打国家队成立，张军勇入选国家队。

## 主要战绩
- 2005年 全国散打冠军赛60公斤级冠军
- 2007年 全国武术散打冠军赛65公斤级冠军
- 2008年 全国武术散打冠军赛65公斤级冠军
- 2009年 首届亚洲武道运动会散手男子65公斤级冠军[9]
- 2010年 全国武术散打锦标赛65公斤级冠军
- 2010年 全国武术散打冠军赛65公斤级冠军
- 2010年 第16届亚运会武术项目男子散手65公斤级冠军[10]
- 2011年 全国武术散打锦标赛亚军
- 2012年 全国男子武术散打锦标赛65公斤级冠军
- 2013年 世界散打搏击王者65公斤级冠军